# 1959년 일본 시리즈
1959년 일본 시리즈(일본어: 1959年の日本シリーズ)는 1959년 10월 24일부터 10월 29일까지 열린 일본 프로 야구의 일본 시리즈 경기이다. 퍼시픽 리그 우승 팀인 난카이 호크스가 총 4차례의 접전을 펼친 끝에 센트럴 리그 우승팀 요미우리 자이언츠를 누르고 4전 전승의 성적을 기록, 창단 이후 첫 우승을 차지했다.

## 감독
| 소속 리그   | 소속              | 감독              |
| ----------- | ----------------- | ----------------- |
| 센트럴 리그 | 요미우리 자이언츠 | 미즈하라 노부시게 |
| 퍼시픽 리그 | 난카이 호크스     | 쓰루오카 가즈토   |

## 경기 일정
- 1차전 : 10월 24일
- 2차전 : 10월 25일
- 3차전 : 10월 27일
- 4차전 : 10월 29일

## 경기 기록
| 일시                         | 경기   | 원정팀(선공)      | 스코어    | 홈팀(후공)        | 개최 구장     | 개시 시각 | 경기 시간  | 관중수   |
| ---------------------------- | ------ | ----------------- | --------- | ----------------- | ------------- | --------- | ---------- | -------- |
| 10월 24일(토)                | 1차전  | 요미우리 자이언츠 | 7 - 10    | 난카이 호크스     | 오사카 구장   | 13시 00분 | 3시간 13분 | 30,038명 |
| 10월 25일(일)                | 2차전  | 요미우리 자이언츠 | 3 - 6     | 난카이 호크스     | 오사카 구장   | 13시 00분 | 2시간 33분 | 30,288명 |
| 10월 26일(월)                | 이동일 | 이동일            | 이동일    | 이동일            | 이동일        | 이동일    | 이동일     | 이동일   |
| 10월 27일(화)                | 3차전  | 난카이 호크스     | 3 - 2     | 요미우리 자이언츠 | 고라쿠엔 구장 | 13시 00분 | 2시간 47분 | 32,056명 |
| 10월 28일(수)                | 4차전  | 우천 취소         | 우천 취소 | 우천 취소         | 고라쿠엔 구장 | -         | -          | -        |
| 10월 29일(목)                | 4차전  | 난카이 호크스     | 3 - 0     | 요미우리 자이언츠 | 고라쿠엔 구장 | 13시 00분 | 2시간 23분 | 32,266명 |
| 우승: 난카이 호크스(첫 우승) |        |                   |           |                   |               |           |            |          |

## 일본 시리즈 경기 결과

### 1차전
- 10월 24일 - 오사카 구장

| 팀 | 1 | 2 | 3 | 4 | 5 | 6 | 7 | 8 | 9 | R  | H  | E |
| 요미우리 | 0 | 0 | 0 | 0 | 0 | 1 | 2 | 0 | 4 | 7  | 14 | 1 |
| 난카이 | 5 | 0 | 1 | 0 | 1 | 0 | 3 | 0 | X | 10 | 19 | 0 |
| 승리 투수: 스기우라 다다시(1-0) 패전 투수: 요시하라 다케토시(0-1) 홈런: 난카이 – 오카모토 이사미(3회 1점, 5회 1점) |   |   |   |   |   |   |   |   |   |    |    |   |

### 2차전
- 10월 25일 - 오사카 구장

| 팀 | 1 | 2 | 3 | 4 | 5 | 6 | 7 | 8 | 9 | R | H  | E |
| 요미우리                                                                                                | 2 | 0 | 0 | 0 | 0 | 0 | 1 | 0 | 0 | 3 | 7  | 0 |
| 난카이                                                                                                  | 0 | 0 | 0 | 4 | 0 | 2 | 0 | 0 | X | 6 | 10 | 1 |
| 승리 투수: 스기우라 다다시(2-0) 패전 투수: 후지타 모토시(0-1) 홈런: 요미우리 – 나가시마 시게오(1회 2점) |   |   |   |   |   |   |   |   |   |   |    |   |

### 3차전
- 10월 27일 - 고라쿠엔 구장(연장 10회)

| 팀 | 1 | 2 | 3 | 4 | 5 | 6 | 7 | 8 | 9 | 10 | R | H  | E |
| 난카이 | 0 | 2 | 0 | 0 | 0 | 0 | 0 | 0 | 0 | 1  | 3 | 4  | 1 |
| 요미우리 | 1 | 0 | 0 | 0 | 0 | 0 | 0 | 0 | 1 | 0  | 2 | 10 | 0 |
| 승리 투수: 스기우라 다다시(3-0) 패전 투수: 요시하라 다케토시(0-2) 홈런: 난카이 – 노무라 가쓰야(2회 2점) 요미우리 – 사카자키 가즈히코(9회 1점) |   |   |   |   |   |   |   |   |   |    |   |    |   |

### 4차전
- 10월 29일 - 고라쿠엔 구장

| 팀                                                            | 1 | 2 | 3 | 4 | 5 | 6 | 7 | 8 | 9 | R | H | E |
| 난카이                                                        | 0 | 0 | 1 | 0 | 0 | 0 | 2 | 0 | 0 | 3 | 6 | 0 |
| 요미우리                                                      | 0 | 0 | 0 | 0 | 0 | 0 | 0 | 0 | 0 | 0 | 5 | 1 |
| 승리 투수: 스기우라 다다시(4-0) 패전 투수: 후지타 모토시(0-2) |   |   |   |   |   |   |   |   |   |   |   |   |

## 수상 선수
- MVP : 스기우라 다다시(난카이)
- 수위 타자상 : 데라타 요스케(난카이)
- 최우수 투수상 : 스기우라 다다시(난카이)
- 기능상 : 오카모토 이사미(난카이)
- 우수 선수상 : 스기야마 고헤이(난카이)
- 감투상 : 쓰치야 마사타카(요미우리)

## 같이 보기
- 1959년 월드 시리즈